# Nikias-Maler

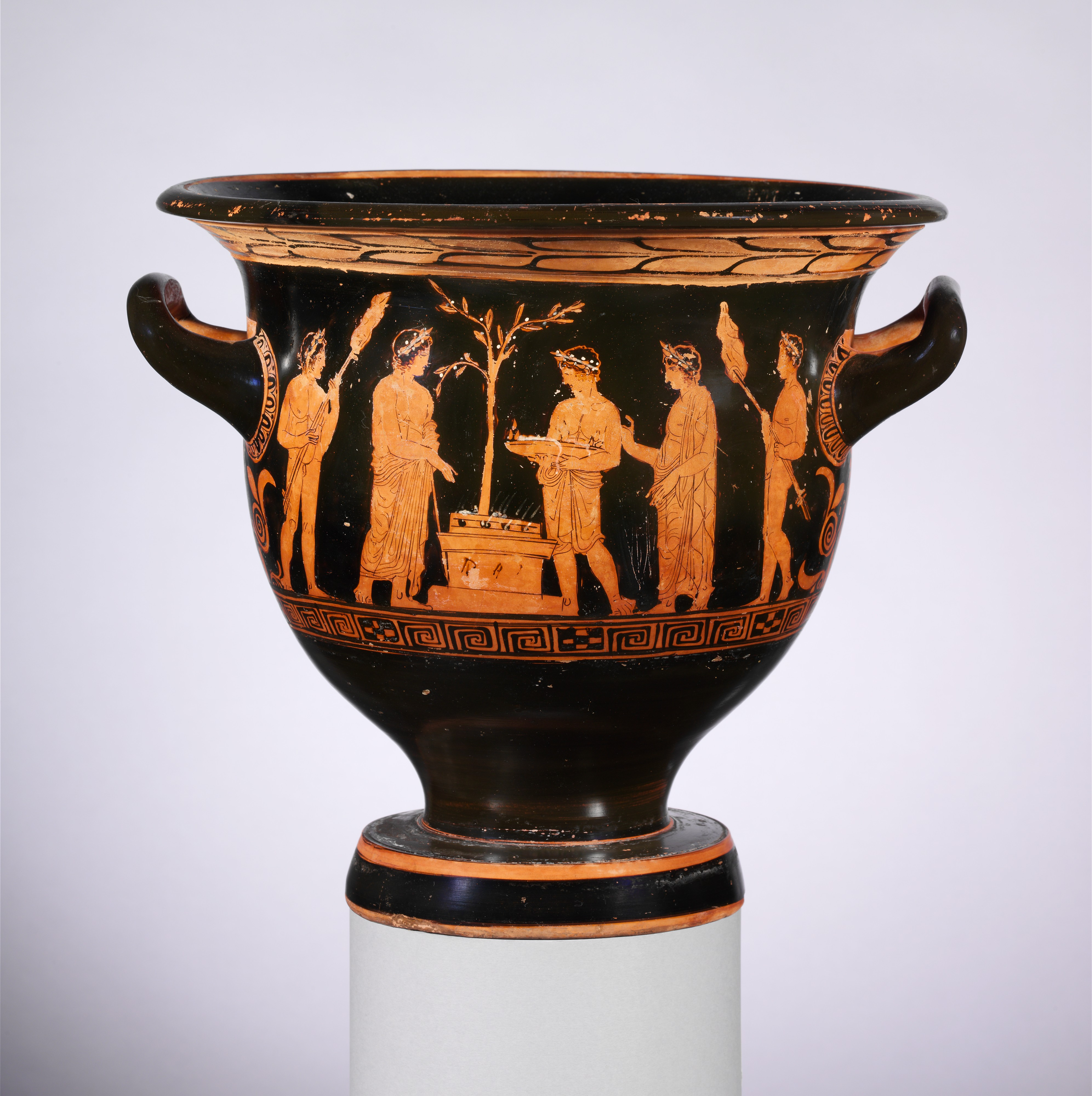
Glockenkrater mit der Opferszene an einem Altar; Metropolitan Museum of Art (41.162.4)

Der Nikias-Maler war ein attisch-griechischer Vasenmaler des rotfigurigen Stils. Seine Schaffenszeit wird in einen Zeitraum um 420 bis 400 v. Chr. datiert. Seinen Notnamen erhielt er nach einer von dem Töpfer Nikias signierten Glockenkrater in British Museum London, Inv. 1898.7-16.6. Er bemalte überwiegend Glockenkratere.